# Amadeu I de Savoia
|  | Aquest article tracta sobre el governant de Savoia del segle XI. Si cerqueu el monarca d'Espanya del segle XIX, vegeu «Amadeu I d'Espanya». |

Amadeu I de Savoia, anomenat Amadeu Coda, (? - 1051) fou comte de Savoia (realment comte de Mauriena, Belley i Chablais, no portant mai el títol de "Savoia" o "Sabàudia") entre 1048 i 1051.

## Família
Fou el fill primogènit del comte Humbert I de Savoia i la seva esposa Ancilla de Lenzbourg, i germà d'Odó de Savoia.
El seu sobrenom deriva del fet que convocat a Verona per l'emperador Enric III del Sacre Imperi Romanogermànic es va negar a entrar a la ciutat fins que no li fou permesa l'entrada del seu seguici (en italià Coda) amb ell.
Es casà vers l'any 1030 amb Adelaida d'Albon, amb la qual tingué tres fills:
- Humbert de Savoia (?-1051)
- Aimone de Savoia (?-1060), bisbe de Belley
- Thietburga de Savoia, que es casà vers el 1053 amb Lluís I de Faucigny i vers el 1080 amb Gerold II de Ginebra.

## Govern
Al morir el seu pare l'any 1048 fou nomenat segon comte de Savoia, consolidant les possessions del seu pare a la Savoia i la Mauriena, fundant així mateix el convent de Le Bourget-du-Lac.
A la seva mort, ocorreguda el 1051, la successió del comtat passà al seu germà Odó I de Savoia per la prematura mort del seu hereu primogènit i la possible conversió religiosa del seu segon fill.